# 東塩尻信号場
東塩尻信号場（ひがししおじりしんごうじょう）は、かつて長野県塩尻市に存在した日本国有鉄道（国鉄）中央本線の信号場・仮乗降場である。

## 歴史
1906年（明治39年）6月11日の小野 - 塩尻間開通後、1939年（昭和14年）に輸送力増強のためスイッチバック式の信号場を設置した。
設置から10年後に、東塩尻地区の住民の利便性をはかるため、信号場のまま仮乗降場扱いで旅客扱いも行うようになり（地図では「東塩尻駅」として掲載）、乗車券の発売も行っていたが、営業キロの設定はなかった。通常の臨時駅・仮乗降場同様に、塩尻方へは小野駅からの、小野方へは塩尻駅からの、それぞれ営業キロを適用し運賃を計算した。
1983年（昭和58年）7月、みどり湖（塩嶺トンネル）経由の新ルート開業、在来区間（辰野経由）の支線化に伴い、信号場の北東の新線上に開業したみどり湖駅にその役割を譲り同年10月に廃止された。
現在も跡地には線路やホームの遺構、駅名標の架かっていた枠が残されている。

### 年表
- 1939年（昭和14年）7月1日：鉄道省の東塩尻信号場として開設[2][1]。
- 1948年（昭和23年）1月28日：専用線発着の貨物の取扱を開始[2]。
- 1949年（昭和24年）
  - 6月1日：日本国有鉄道に移管。
  - 10月1日：周辺住民の便宜を図り、旅客乗降の取扱を開始[2][1]。
- 1953年（昭和28年）9月1日：貨物の取扱を廃止[2]。
- 1983年（昭和58年）
  - 7月5日：新線（塩嶺トンネル）開業に伴い、みどり湖駅を代替として旅客乗降の取扱を廃止[2][1]。
  - 10月12日：廃止[2][1]。

## 構造
スイッチバック式で着発線が2線あったが、ホームは短く1両分程度の長さしかなかった。しかし停車列車はすべてのドアを開けるため、乗車位置によってはホームが無く、地面から直接乗降する必要があった。辰野方にトンネルがある。

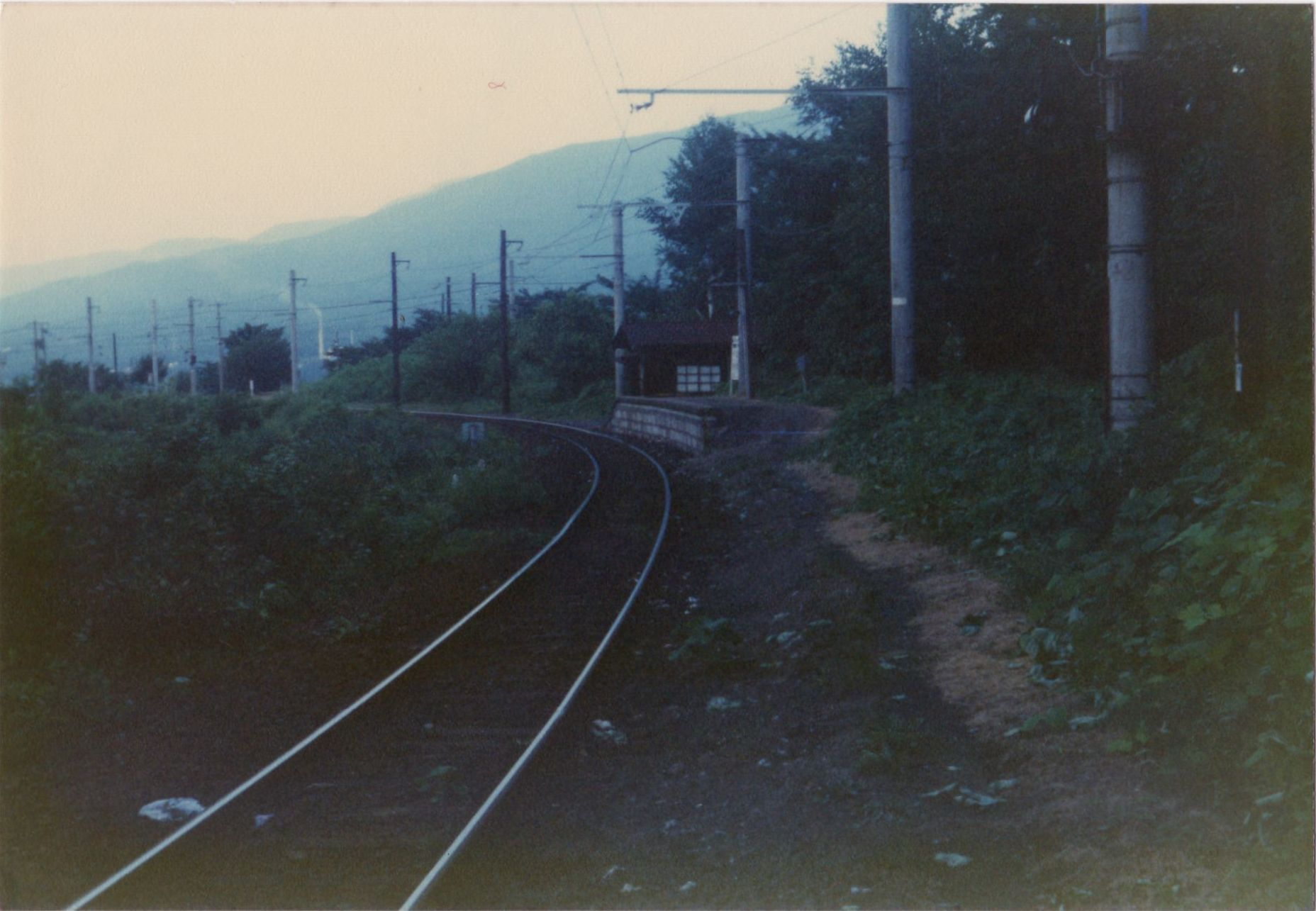
構内（1981年8月）
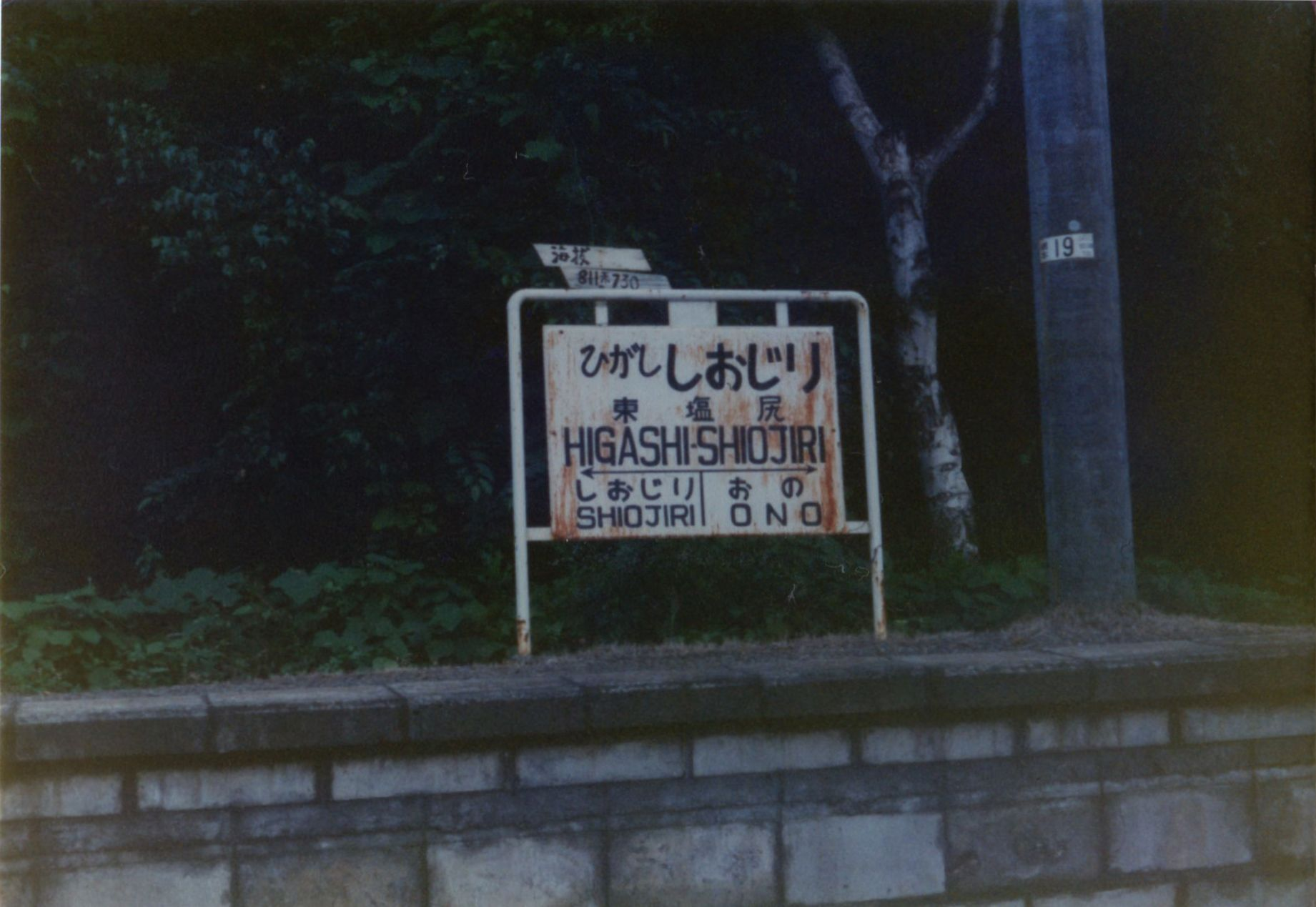
駅名標（1981年8月）

## 交通アクセス
- JR中央本線 みどり湖駅から徒歩約15分。
- 塩尻市地域振興バス強清水バス停から徒歩約10分。

## 隣の駅
日本国有鉄道
中央本線
小野駅 - 東塩尻信号場 - 塩尻駅